# Golia (Gargoyles)
(La voce di Golia all'inizio di ogni episodio)
Golia (Goliath) è il protagonista della serie televisiva a cartoni animati Gargoyles - Il risveglio degli eroi realizzata dalla Disney e andata in onda dal 1994 al 1997. In italiano è doppiato da Alessandro Rossi, mentre nell'edizione statunitense originale il doppiatore è Keith David, che per la sua interpretazione ha ricevuto la nomination come Outstanding Performer in an Animated Program nei Daytime Emmy Awards del 1996.

## Caratteristiche del personaggio
(Golia a Demona ne "Il risveglio, parte 5")
Golia è il personaggio principale e protagonista assoluto della serie e quello attorno a cui ruotano tutte le vicende. È membro di una razza (i Gargoyles) dalle grandi abilità guerriere, di aspetto simile a un ibrido tra umani e chirotteri e dalla peculiare caratteristica di pietrificarsi nelle ore di luce. Essi per anni lottarono al fianco degli umani in protezione delle loro fortezze, ma la paura che questi nutrivano nei loro confronti li spinse a tradirli e, a causa di ciò, a estinguerli; Golia sarà uno dei pochi Gargoyles a salvarsi dall'estinzione venendo tramutato in pietra per 1000 anni dal Magus assieme ai pochi superstiti del suo clan.
Golia è freddo, intelligente, fiero e valoroso, capace di perdonare sempre chiunque al di là del torto subito. È senza dubbio il personaggio di maggior spessore nella serie. È il più forte e abile tra i suoi simili e per questo è uno dei pochi ad avere un nome; quello del gigante biblico filisteo Golia.
Golia è visto con rispetto dai suoi compagni che si comportano con lui come se fosse un maestro; spesso, infatti, prima di prendere una decisione gli altri membri del clan chiedono consiglio a lui.
La persona maggiormente stimata da Golia è il suo maestro, l'anziano gargoyles Hudson, cui chiede sempre consiglio.
Ha un rapporto ambiguo con Demona. Nonostante la donna lo abbia tradito molte volte, infatti, Golia dimostra spesso di provare ancora qualcosa per lei, la quale ricambia l'atteggiamento.
È un padre apprensivo con la figlia Angela e normalmente diffida degli umani, ma è sempre ben disposto a fraternizzare con loro nonostante i tradimenti.
L'umana di cui si fida maggiormente è Elisa Maza, che col procedere della serie scoprirà essere il suo più grande amore.
Ha un'accesa rivalità con David Xanatos, avversario principale della serie. Golia e Xanatos si odiano e cercano spesso di uccidersi a vicenda, ciò nonostante i loro continui scontri fanno sì che si formi un grande rispetto tra i due e non a caso Xanatos sceglierà Golia come suo testimone di nozze. Il gargoyles si riferisce all'uomo come "l'umano più pericoloso della terra" e a sua volta è apostrofato da Xanatos come "il miglior guerriero del mondo".
Golia ha un aspetto simile a quello di un grosso demone dell'iconografia cristiana; le caratteristiche fisiche comuni nei gargoyles in lui sono accentuate in modo da essere il più minaccioso possibile. Ha capelli lunghi neri, lisci e sciolti, è alto più di due metri e con una massa muscolare da culturista, ha quattro dita per ogni mano e tre per ogni piede, una lunga coda e un paio di grandi ali che porta spesso ripiegate a mo' di mantello. Il suo viso fiero e minaccioso è sottolineato dal mento squadrato e dai canini aguzzi, non ha sopracciglia e possiede due minuscole paia di corna, la sua pelle è invece di un colore viola chiaro. Il suo nome è ispirato a quello dell'omonimo personaggio biblico.
Golia è presente in ogni episodio della serie con l'eccezione di tre: Il falcone d'argento, Re Artù e Il regno nei quali viene solo menzionato.

## Biografia del personaggio

### 938-994 d.C.
Golia nasce nel clan di gargoyles del castello di Wywern in Scozia nel 938 d.C., non sappiamo chi siano i suoi genitori defunti, statue distrutte forse da Hakon alla sua nascita, né in quanto tempo il suo uovo si sia schiuso; fu fin da neonato orfano e preso sotto l'ala protettiva del capoclan (il gargoyles in seguito noto come Hudson), il quale gli insegnò a combattere e i principi della leadership capendo il potenziale del ragazzo e vedendo in lui il suo degno successore al comando. Il giovane gargoyle non ci mise molto a superare in abilità il suo maestro. Le sue abilità fecero sì che si guadagnasse subito il rispetto degli altri gargoyles del suo clan, nonché del principe Malcolm e del capitano delle guardie; tuttavia gli altri umani vedranno sempre lui e la sua gente come mostri. Sarà proprio il principe a dare il nome a Golia; riconoscendo in lui un guerriero abile e valoroso come il gigante biblico.
Giovanissimo conobbe il suo "angelo della notte", una giovane gargoyles dai capelli rossi che lo conquistò con la sua dolcezza e i suoi valori, oltre che con la sua incomparabile bellezza. Tra i due scoccò la scintilla e in breve divennero compagni per la vita. Dalla loro unione la gargoyles darà alla luce un uovo da cui in seguito nascerà Angela.
Nel 984 d.C. Golia sarà nominato capoclan dal suo vecchio maestro quando questi si ritirerà dal comando; nonostante ciò il guerriero chiederà spesso consiglio all'anziano gargoyles, di cui avrà sempre un grande rispetto. Golia nominerà suo secondo in comando il suo "angelo della notte", non in quanto sua compagna ma in quanto suo guerriero migliore. Alla morte di Malcolm, sarà la figlia Katherine a salire al potere; la principessa è tuttavia molto razzista verso i gargoyles e li tratterà sempre con disprezzo, definendo Golia come "prepotente e selvaggio" a torto.
Agli inizi del 994 d.C., nonostante la pazienza del saggio guerriero, la sua compagna e il capo delle guardie inizieranno a non poterne più degli umani e cercheranno un modo per disfarsene; cercheranno quindi di convincere Golia a portare i suoi gargoyles fuori dal castello per rintracciare un gruppo di vichinghi ostili. Golia sceglie invece di andare da solo portandosi dietro solo il suo maestro, mandando così a monte il piano dei due e rimanendo pietrificato all'esterno del castello assieme al vecchio gargoyles. Tornato al castello scoprirà che la sua specie è estinta, i vichinghi hanno distrutto le statue di pietra uccidendo i gargoyles, gli unici superstiti sono un gruppo di tre gargoyles e una bestia-cane che aveva fatto chiudere nei nidi per punizione di una zuffa. Con questo esiguo seguito si recherà sulle tracce dei vichinghi per vendicare la sua specie; sarà lo stesso Golia ad affrontare l'anziano re dei vichinghi, Hakon, nei pressi di un dirupo e nella colluttazione riuscirà a salvare la principessa mentre il vichingo e il capo delle guardie traditore precipiteranno e moriranno.
In seguito tornerà dai rifugiati del castello Wyvern e scoprirà che anche gli ultimi cinque sopravvissuti sono stati tramutati per sempre in statue da Magus (il quale non sapeva che Golia fosse riuscito a salvare la sua amata principessa); sfortunatamente Hakon aveva bruciato la pagina con la formula per sciogliere l'incantesimo e, dunque, lo stregone non può far nulla per gli amici di Golia. Il gargoyles prega allora la principessa di prendersi cura delle uova superstiti (tra cui anche quello suo e del suo "angelo") e Magus di ripetere l'incantesimo anche su di lui, così Golia resta addormentato per 1000 anni nel castello abbandonato assieme ai cinque altri superstiti. Anche la sua giovane età e quella degli altri viene bloccata per tutto il tempo che saranno pietra inanimata, senza che muoiano di vecchiaia.

### Prima serie
Nel 1994, il ricco e megalomane Devid Xanatos, letta la leggenda dei gargoyles, scopre come far avverare le condizioni del loro risveglio; la formula infatti diceva che avrebbero dormito finché "il castello non fosse salito sopra le nuvole"; sicché fa rimontare il castello sul suo grattacielo e vi porta i pochi reduci del clan, i quali si risvegliano nella moderna città di New York. Qui Golia deciderà di aiutare Xanatos per gratitudine considerandolo una brava persona; a dire il vero lui e il suo clan vorrebbero solo proteggere il loro castello, che sfortunatamente ora si trova proprio lì. In seguito Xanatos, però, gli fa rincontrare il suo "angelo della notte", anch'ella sopravvissuta (e, con gran dispiacere di Golia, divenuta più fredda e spietata).
Conoscerà in seguito la bella Elisa Maza, detective di polizia che, intrufolatasi nel castello per un'indagine, conoscerà i gargoyles per caso e farà amicizia con loro. La donna gli insegnerà parecchie cose sul mondo e su come è cambiato, e grazie al suo aiuto Golia scoprirà che Xanatos e la sua amata (ora nota come Demóna) si sono serviti di lui e dei suoi simili per i loro scopi; riusciranno dunque a far arrestare l'uomo e a tenere il castello per loro.
In seguito insieme al suo clan aiuterà Elisa a mantenere l'ordine a New York e man mano si innamorerà di lei ricambiato.
Oltre ai comuni malviventi però i gargoyles dovranno fare i conti con il Branco e con Demona, ora loro nemica.
Quando Xanatos sarà scarcerato grazie ai suoi avvocati, i valorosi guerrieri saranno costretti a lasciare il castello ormai non più sicuro e questo è il vero inizio della faida tra Golia e Xanatos. Il clan di Manhattan si trasferirà dunque sulla torre dell'orologio del distretto 23, dove lavora Elisa.

### Seconda serie
Nella seconda serie Golia continuerà a proteggere la città assieme ai suoi compagni e a Elisa, dovranno vedersela però con Macbeth, Demona, Xanatos e un nuovo nemico: il dottor Sevarious che, per far fronte ai gargoyles, creerà un esercito di mutanti (tra cui Derek, fratello di Elisa) e un altro di cloni.
Tuttavia sia i mutanti che i cloni finiranno per divenire loro alleati; eccezion fatta per Ailog, clone di Golia, che estorcerà a Xanatos due milioni di dollari per poi fuggire in Francia inscenando la sua morte.
In seguito Golia andrà ad Avalon assieme a Elisa e Bronx, qui ritroverà Magus, Tom, la principessa Katherine e le uova del suo clan, che si sono schiuse e ora sono gargoyles adolescenti; tra di essi trova anche sua figlia Angela e, riabbracciatala, deciderà di portarla con sé a Manhattan al suo ritorno.
È così che Golia, Bronx, Elisa e Angela iniziano un viaggio che durerà circa un anno e che li porterà a incontrare molti altri gargoyles sparsi per il mondo; Golia scoprirà così che lui e il suo clan non sono gli ultimi rimasti.
Tornati a casa i gargoyles dovranno affrontare l'ira di Oberon, signore di Avalon, venuto per rapire Alex (figlio di Xanatos e della moglie Volpe), in quanto figlio della discendente illegittima di sua moglie Titania; per farlo si alleeranno con Puck e con lo stesso Xanatos e, unendo le forze, riusciranno a respingere l'attacco.
Per ringraziarli dell'aiuto, Xanatos offrirà ai gargoyles di poter tornare al castello, come segno della "fine" della loro faida. Nel finale inoltre, Elisa e Golia finalmente si dichiarano e si giurano amore con un bacio.

### The Goliath Chronicles (non canonica)
Nella terza stagione gli unici nemici rimasti ai gargoyles sono gli umani, i quali scoperto della loro esistenza istituiscono un gruppo militare di uomini incaricati di trovarli e distruggerli; potranno stavolta contare anche sull'aiuto di Xanatos per nascondersi dai loro predatori e tentare di convincerli della loro buona fede.
Golia si scontrerà nuovamente con Ailog e lo riconoscerà come un figlio poco prima che questi muoia. Si rappacificherà temporaneamente anche con l'ex compagna Demona, per il bene di loro figlia Angela, ansiosa di conoscere la madre.
Alla fine della serie inoltre nell'ultimo episodio, lui, il suo clan e l'amata Elisa riusciranno a convincere gi esseri umani della loro buonafede, del loro ruolo di protettori e di guerrieri al servizio del bene e dell'umanità, grazie a ciò tutto può tornare come 1000 anni prima, quando i gargoyles erano noti al mondo intero e lavoravano spalla a spalla con gli umani. Non solo Golia e il suo clan, ma tutti i gargoyles del mondo sono ora liberi di venire allo scoperto.

### I fumetti prodotti dalla SLG
La serie a fumetti riprende la storia come era stata interrotta alla fine della seconda stagione del cartone animato. La situazione per i gargoyle è molto drammatica: tutta New York, se non l'intera umanità sa della loro presenza e il cacciatore di gargoyles John Castaway ha diffuso tra la gente la paura e l'odio nei cloro confronti; Golia e il suo clan sono ritornati nel castello di Xanatos, che si sente in debito con loro per aver salvato suo figlio Alex, ma il leader delle creature della notte teme che il miliardario possa approfittare della situazione per servirsi ancora una volta di loro per i suoi scopi.
Sconvolto e rattristato per tutto ciò, nel primo numero del fumetto, Golia decide di andare a cercare conforto da Elisa. Entrambi vengono attaccati dalla squadra anti-gargoyle e da Castaway. Golia balza da un palazzo all'altro, con Elisa tra le braccia e inseguiti da un elicottero della squadra dei cacciatori dopo che il gargoyle è stato ferito a un'ala. Arrivano e si nascondono nella torre dell'orologio, ormai distrutta, con ancora la squadra anti-gargoyle alle calcagna. Fortunatamente sia Golia che Elisa riescono a mettere fuori combattimento tutti i nemici, ma vengono sopraffatti entrambi da Castaway armato di un martello elettrico. Castaway sta per uccidere Golia, ma viene fermato da Vinnie Grigori, che non concorda con i modi violenti del suo leader. Golia quindi si riprende e batte Castaway; quindi quest'ultimo scappa con un elicottero giurando vendetta.
Qualche tempo dopo alla vigilia di Halloween Xanatos decide di organizzare un festa nel suo palazzo, l'Eyre Building. Golia avvisa Elisa di questa festa e la detective vi inviata il collega Morgan. Quindi va a trovare in ospedale Jason Canmore, il quale le ricorda che la sua relazione sentimentale con Golia, appartenente a un'altra razza, non potrà funzionare e con lui non potrà mai avere una vera famiglia. Elisa dopo aver riflettuto su questo, concorda con Jason e ne va a parlare a Golia. Gli dice di aver commesso uno sbaglio ad averlo baciato in La luna del cacciatore parte 3, e che è giusto che la loro relazione debba finire. Dopodiché Elisa suggerisce a Golia di invitare Delilah alla festa.
Con il cuore spezzato Golia accetta e va al covo di Talon convincendo Delilah ad andare con lui alla festa. Quando lui ed Elisa si rincontrano all'Eyre Building la detective gli confessa che nonostante la sua decisione di interrompere la relazione sente di provare ancora qualcosa per lui. Ma poco dopo vengono attaccati da Ailog e il clan dei cloni, che sono venuti a reclamare Delilah. Il malvagio gargoyle ferisce con un pugnale nascosto Golia all'addome, ma quando sembra troppo tardi arrivano gli altri membri del clan di Manhattan, inizia un combattimento all'ultimo sangue tra i gargoyle e Ailog ferisce con altri pugnali nascosti gli altri amici di Golia. Lo scontro termina con l'arrivo di Delilah che riesce a porne fine ma, avendo imparato a ragionare da per sé, non si allea con Ailog e decide di ritornare al covo di Talon insieme a Burbank, Hollywood e Malibù.
Alla fine di questa avventura Golia ed Elisa ammettono quello che sentono e capiscono di essere fatti l'uno per l'altra, e decidono di continuare la loro relazione.
Nell'albo Reunion viene raccontata un'avventura inedita di Golia, Elisa, Angela e Bronx durante il viaggio di Avalon. Sbarcarono in Tibet e quindi incontrarono Pietrafredda, che aveva nel frattempo fatto amicizia con dei monaci tibetani. Essi stavano cercando di aiutare il gargoyle a controllare lo spirito di Iago; Golia lo invitò a venire con lui, sua figlia, Elisa e Bronx, ma lui rifiutò. Così il quartetto proseguì il viaggio senza di lui.

## Poteri e abilità
Come tutti i gargoyles Golia dispone di forza, resistenza e agilità sovrumane, è in grado di sfondare una porta di metallo a spallate, abbattere un muro di pietra a pugni, perforare l'acciaio con gli artigli e scaraventare un essere umano a centinaia di metri di distanza, può pareggiare la velocità di un felino in un percorso rettilineo e per abbatterlo ci vogliono come minimo quattro uomini armati. È estremamente resistente ai sedativi e al dolore ed è capace di affrontare anche più avversari alla volta con una destrezza incredibile.
Durante il giorno il suo corpo è pietrificato e lui si trova in uno stato simile al sonno per un umano; sebbene questo sia uno svantaggio, poiché in questo stato è estremamente vulnerabile a un attacco nemico, dall'altra è ciò che permette alla sua specie di riprendersi da ferite e stordimenti; indipendentemente dalle condizioni in cui i gargoyles versano al sorgere del sole infatti, alla seguente notte sono nuovamente in perfetta forma fisica. Tale processo gli permette anche di fare a meno dell'immenso approccio calorico necessario per il sostentamento della sua specie (all'incirca tre mucche al giorno secondo Sevarius); dunque per vivere non avrebbe bisogno né di mangiare né di bere. Il che però non vuol dire che non gli piaccia farlo comunque.
Golia possiede due grandi ali simili a quelle dei pipistrelli, la cui apertura è perfino maggiore a quella di un'aquila reale; il che non vuol dire che lui possa volare, anzi, come spiega a Elisa nel terzo episodio della serie la sua specie non può "volare" come lo intendono gli umani ma possono solo planare sulle correnti d'aria, soprattutto se ascensionali.
Ciò nonostante non si fanno trasportare dal vento, ma una volta sospesi possono direzionare il loro andamento spostando il loro baricentro o sbattendo le ali.
Golia sa leggere e scrivere in più lingue ed è un abile leader e trascinatore di folle.
Quando viene brevemente trasformato in umano da Demona e Puck, dimostra di essere perfettamente in grado di affrontare anche avversari più forti di lui. Inoltre ha grandi conoscenze tattiche e strategiche e, se necessario è capace di usare le armi da taglio.
Grazie al tempo passato con Elisa, Golia è divenuto anche un abile detective.
Quando si arrabbia inoltre i suoi occhi hanno la fosforescenza bianca tipica dei gargoyles.

## In altri media e merchandising
Golia è l'unico personaggio giocabile nel videogioco a piattaforme del 1995 ispirato alla serie TV. È inoltre il personaggio della serie con il maggior numero di varianti nelle action figure di Kenner Products e nelle statuine in pvc e in vinile di Applause.
Nel 2005 lo show ha collaborato con l'American Library Association a una campagna per invogliare i giovani alla lettura, realizzando dei poster che mostravano Golia con in mano un libro di opere di William Shakespeare e la scritta "leggete".
Nel videogioco Saints Row IV, durante un discorso di Keith David, attore e doppiatore statunitense presente come guest-star in Saints Row e voce di Golia nella versione originale inglese del cartone animato, è possibile vedere alcuni cartelli con scritto "I ♥ Goliath".